# Severinkirche (Linz)

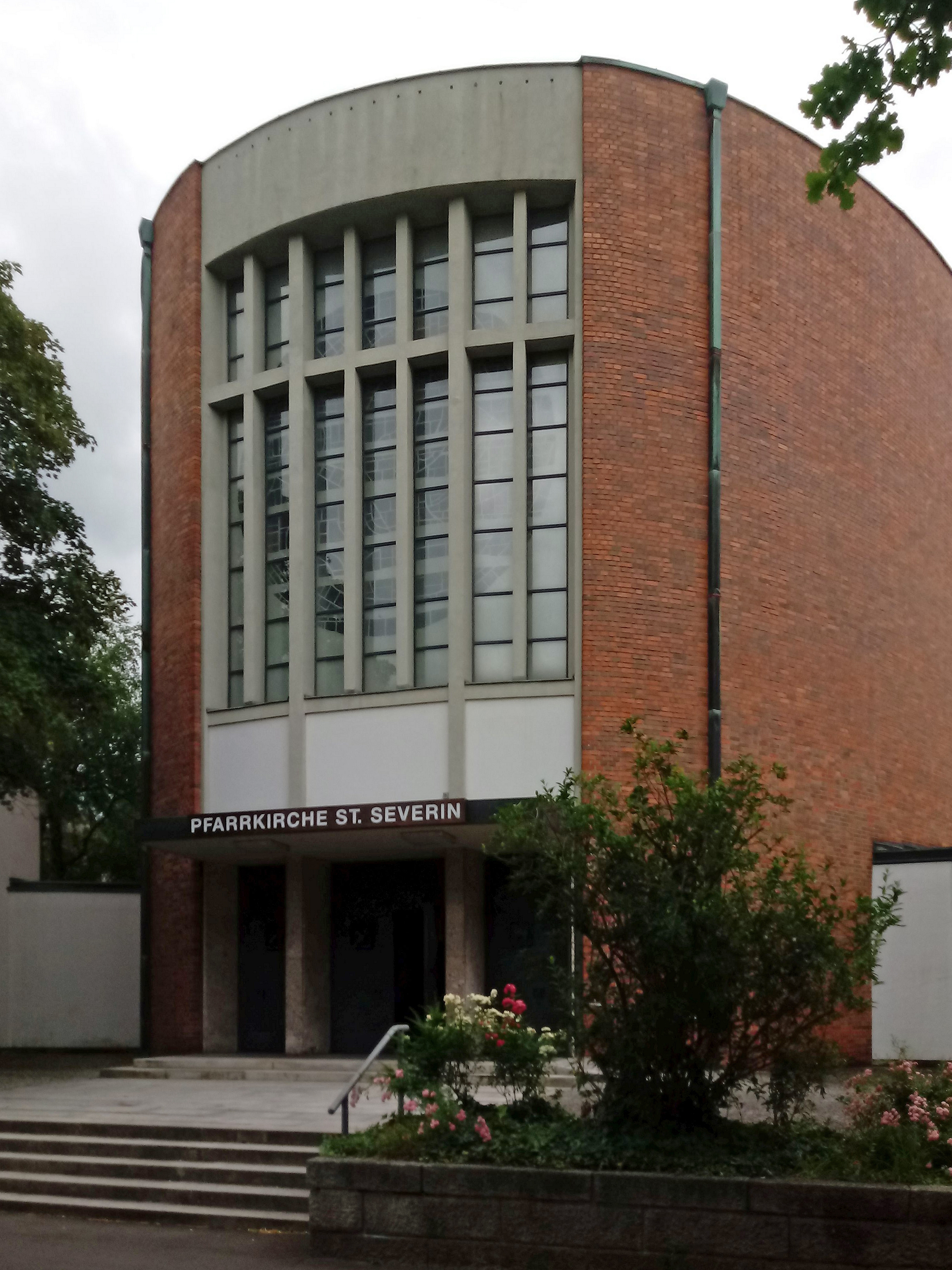
Severinkirche

Die Pfarrkirche Linz-St. Severin steht in der Linzer Lederergasse in Oberösterreich. Die römisch-katholische Pfarrkirche St. Severin gehört zum Dekanat Linz-Mitte in der Diözese Linz. Die Kirche steht unter Denkmalschutz.

## Geschichte
Die Kirche wurde als Ersatz für die ursprünglich zum Abriss vorgesehene alte Severinkirche in der Posthofstraße (heute serbisch-orthodoxe Kirche) im Jahr 1963 nach Plänen von Franz Wiesmayr errichtet und 1968 durch Bischof Franz Zauner geweiht. Seit 1969 ist die Kirche selbständige Pfarre. Der Stahlbetonbau hat einen ovalen Grundriss. Die Kirche besitzt keinen Glockenturm.
Der Altarraum wurde von Peter Dimmel gestaltet. Die Orgel stammt von Orgelbauer Bruno Riedl aus dem Jahr 1982.

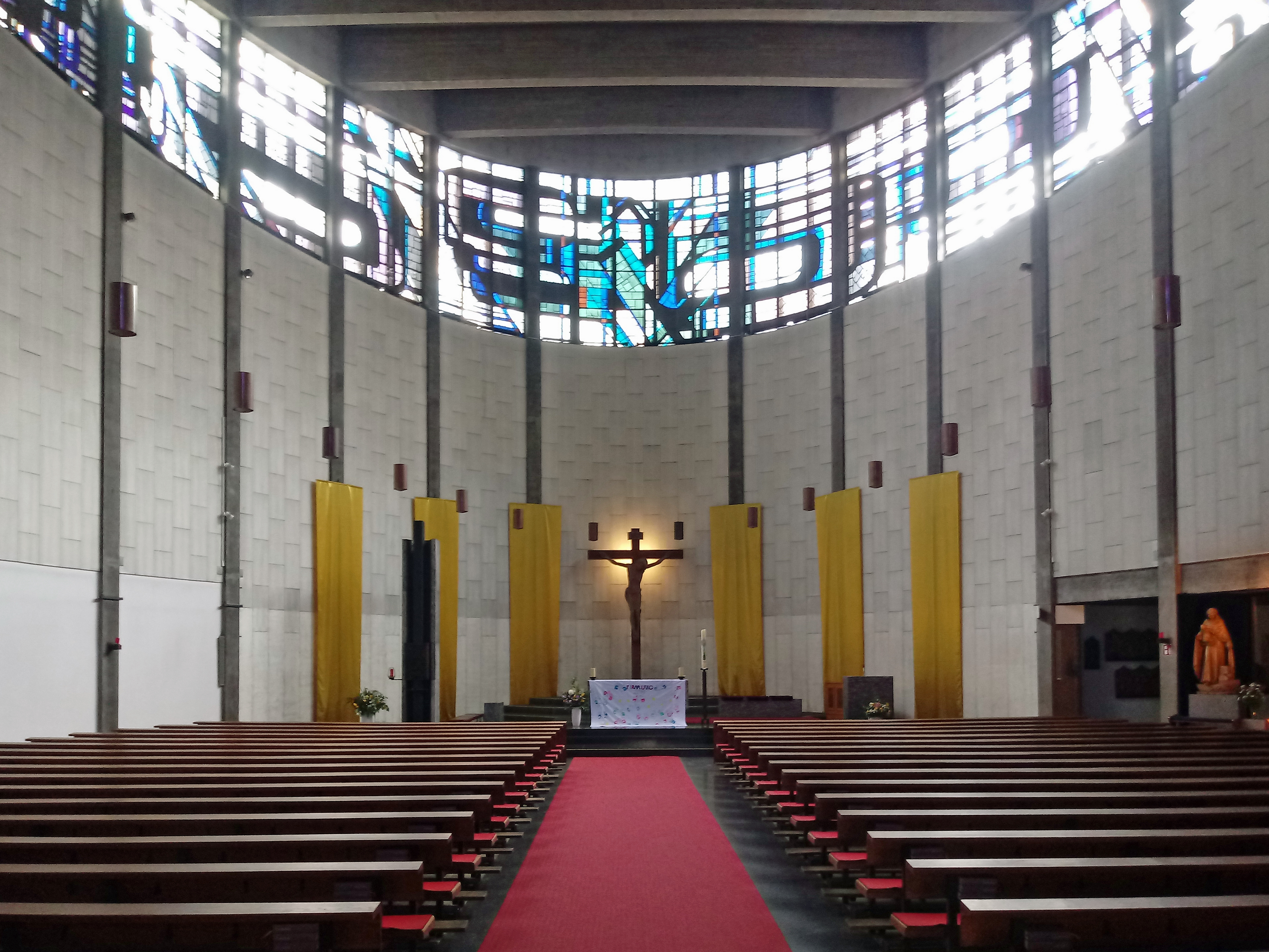
Altarraum
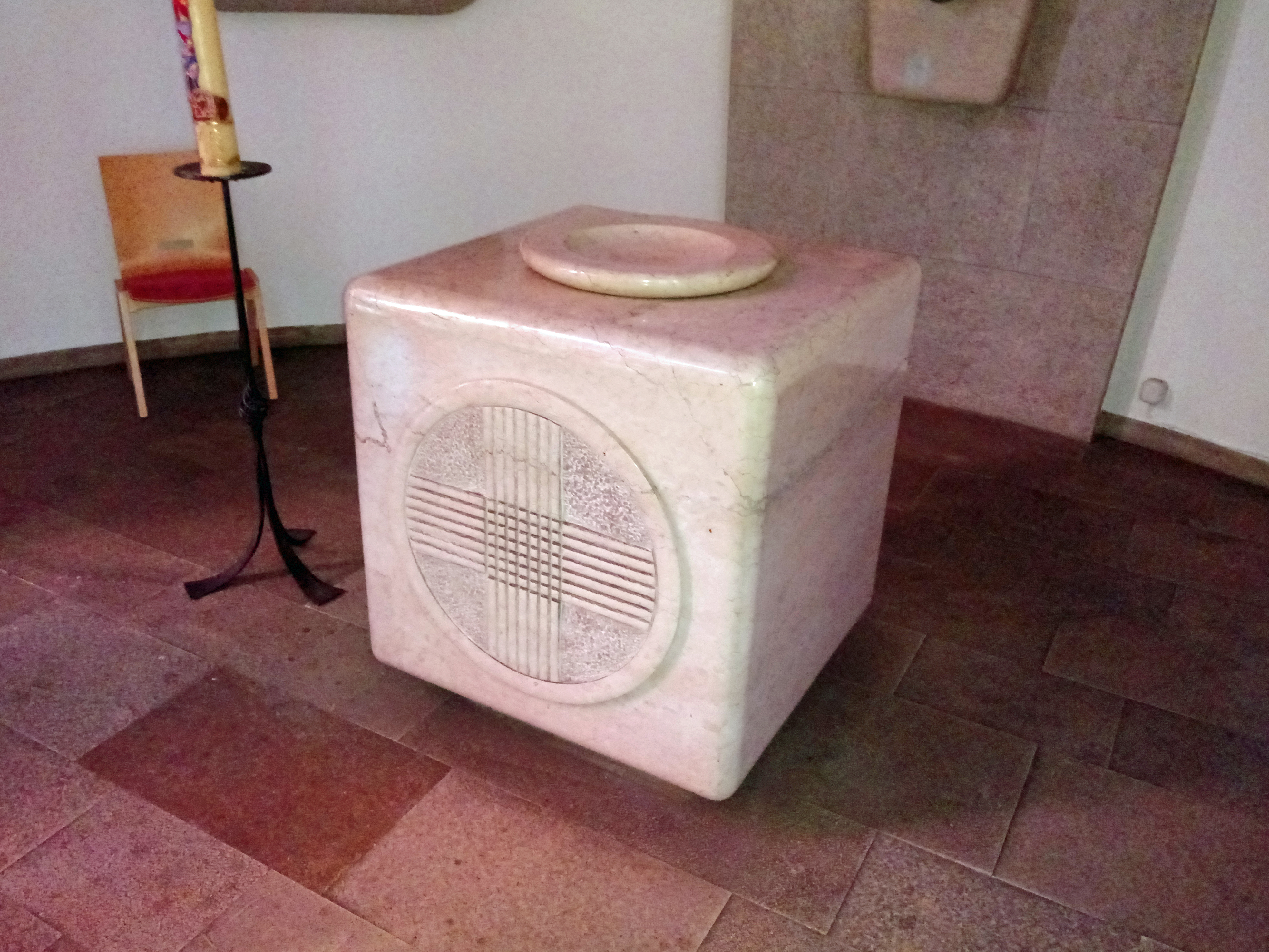
Taufstein
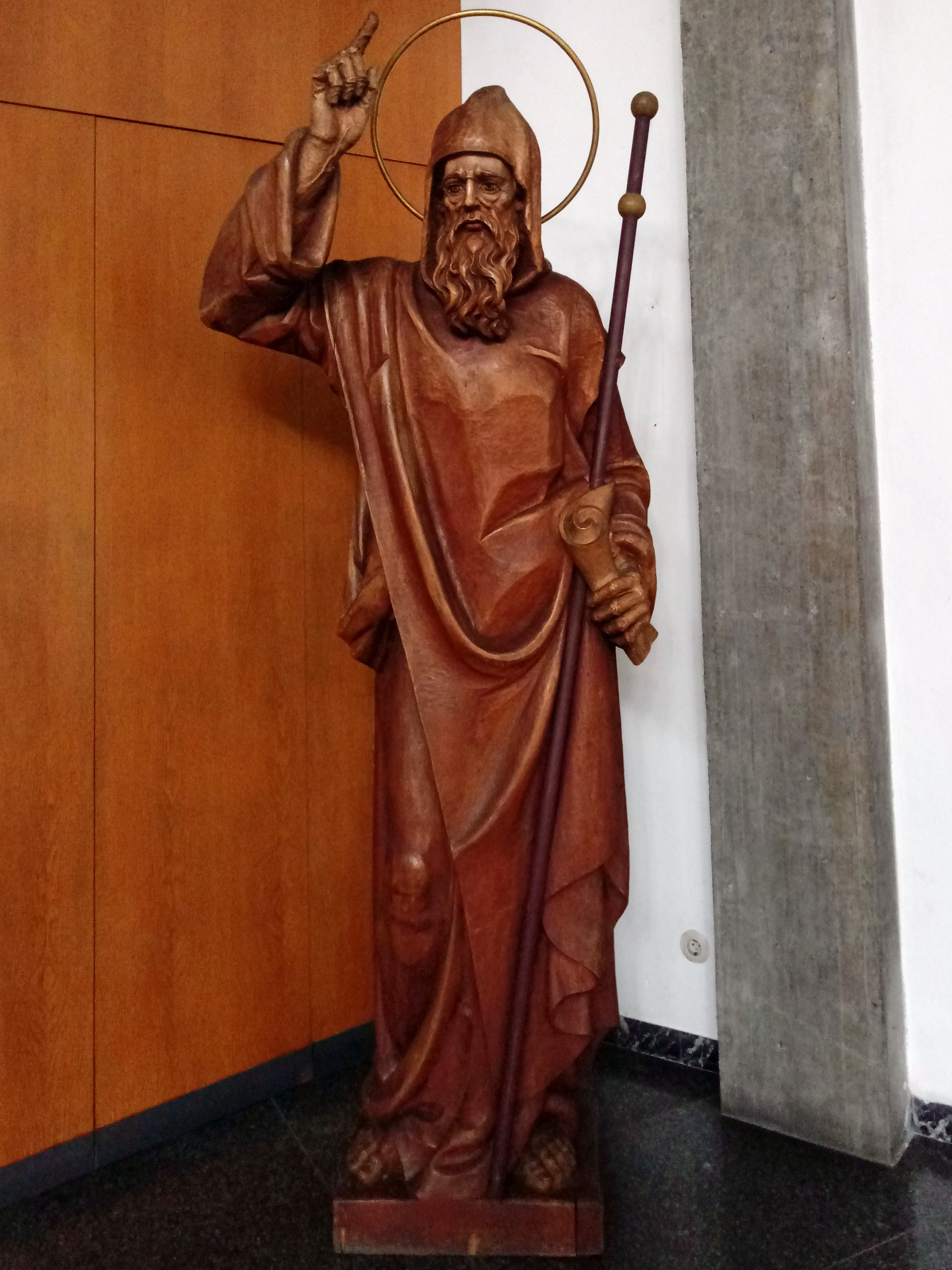
Heiligenstatue
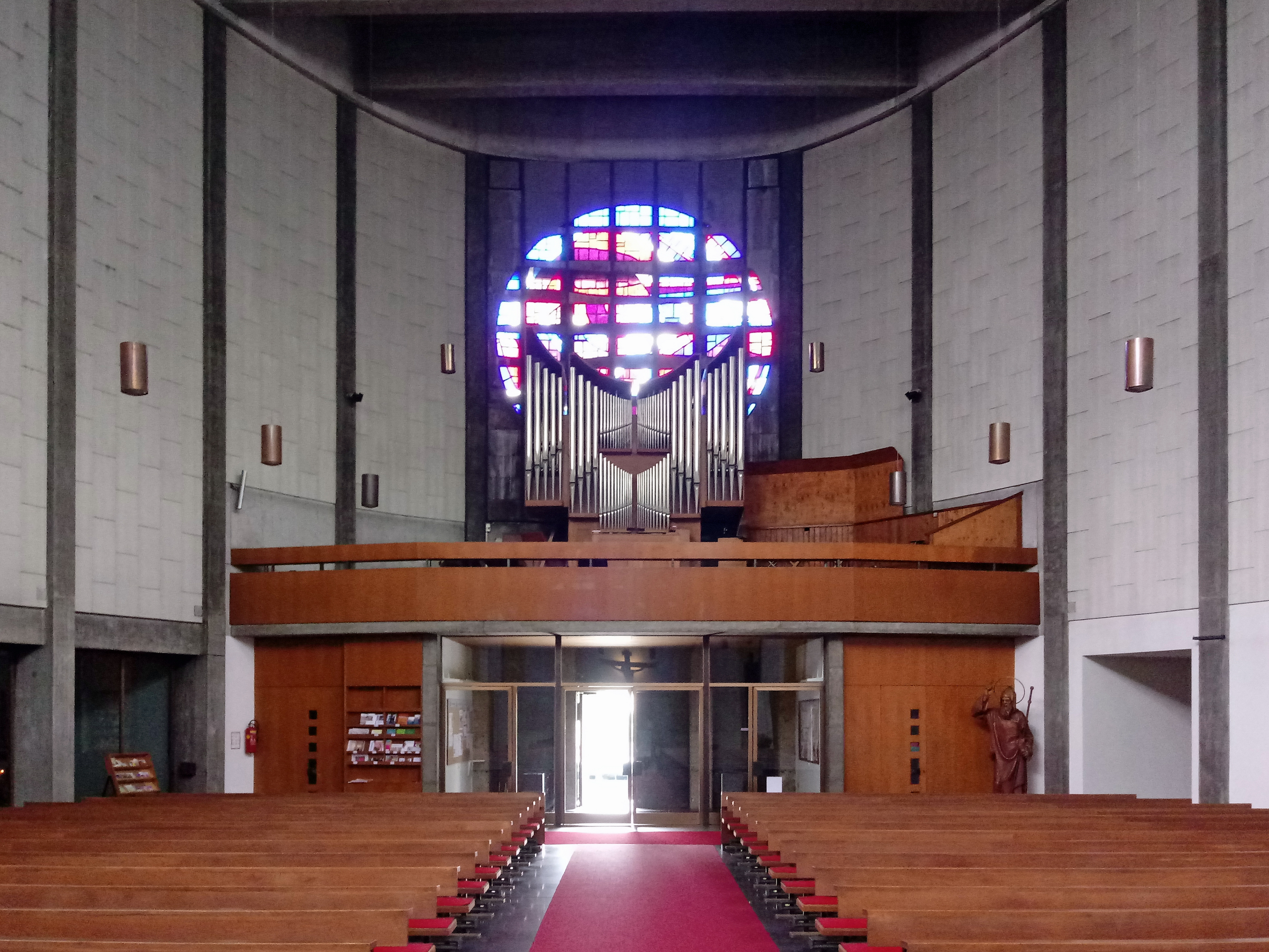
Orgelempore